# 南美江海鯰
南美江海鯰為輻鰭魚綱鯰形目海鯰科的其中一種，分布於南美洲巴西 Doce及Paraíba do Sul河流域，體長可達35公分，棲息在底中層水域，生活習性不明。

## 擴展閱讀
維基物種上的相關：南美江海鯰